# Leptání skla (graffiti)

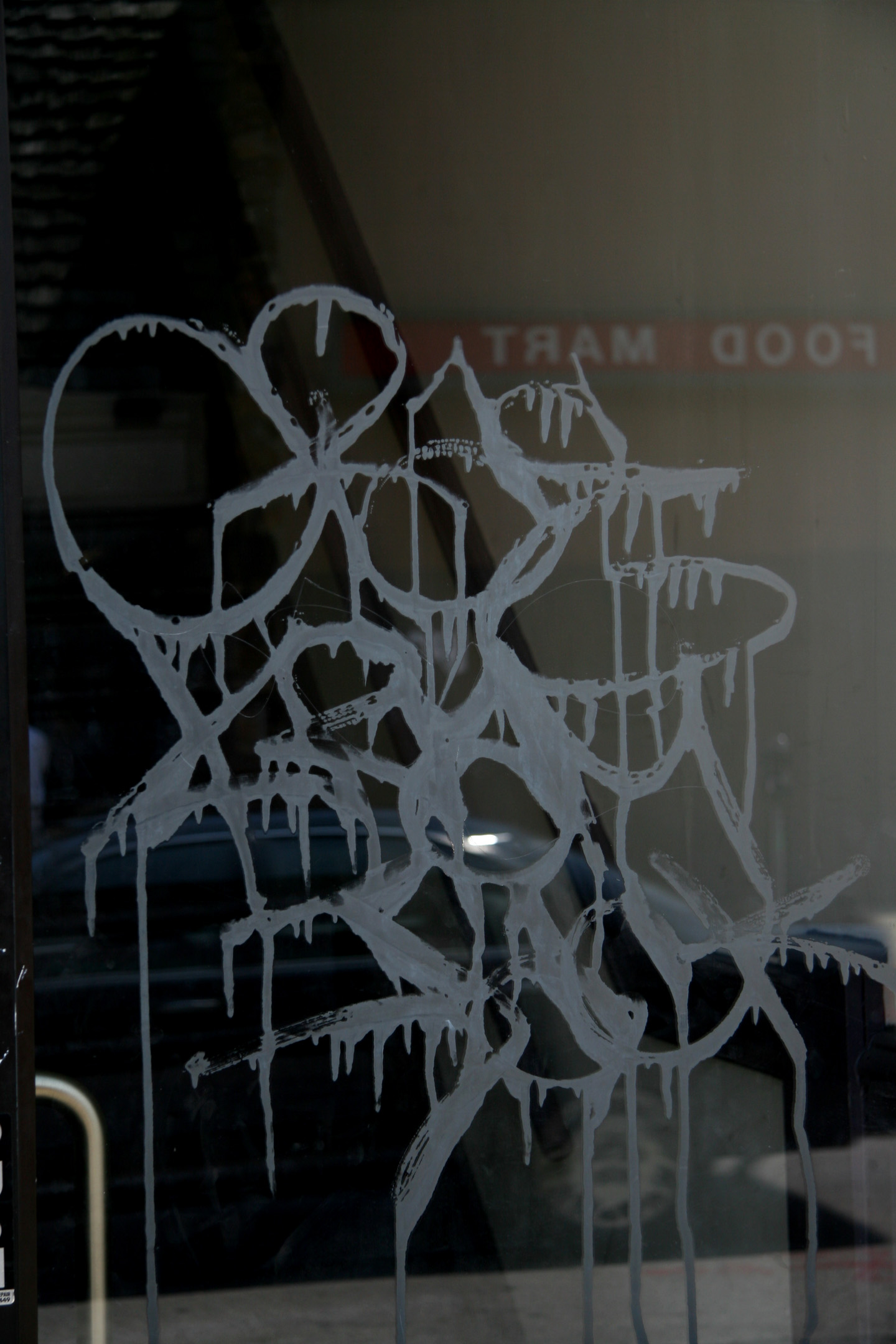
Tag vytvořený pomocí procesu naleptání skla.

Leptání skla (anglicky glass etching) je způsob vytváření graffiti za pomoci silného kyselého roztoku. Proces leptání skla se vyvinul ve Švédsku v 18. století, odkud se rozšířil do Evropy a stal se populárním ve viktoriánské Anglii. Samotná technika leptání se mimo vytváření dekorativních oken rozšířila i na pole graffiti subkultury především díky své permanentnosti. Graffiti vytvořené takovýmto způsobem jde odstranit pouze přebroušením zasaženého skla.

## Definice
K leptání skla se nejčastěji používá kyselina fluorovodíková ve speciálním popisovači vybaveným hrotem tvořeným lůžkem s kulatou stopou, která stéká na vertikální ploše. Intenzitu stékání lze ovlivnit případným zmáčknutím popisovače. Po nanesení tekutiny na skelný povrch dojde k permanentnímu vypálení, které je neodstranitelné čištěním. Z důvodu manipulace s korozivní kyselinou se jedná o velmi nebezpečný proces tvoření graffiti.

## Druhy graffiti tvořené leptáním
- tag – nejčastější druh tvořený kyselým roztokem
- throw up – z důvodu samotného procesu, který naleptá sklo a zanechá bílou či šedou stopu (v závislosti na daném skle nebo síle roztoku), lze vytvářet jenom obrysy; hollow
- piece – pro piecy vytvořené roztokem platí též že se jedná o obrysy bez výplně

## Účinky na zdraví

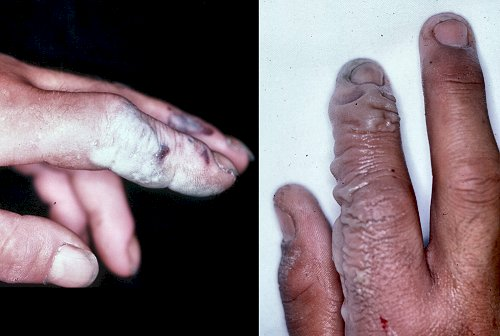
Lidská tkáň po styku s fluorovodíkovou kyselinou.

Kyselina fluorovodíková je velmi toxická a žíravá vůči všem tkáním. Silně leptá kůži, oči a zažívací ústrojí. Proniká přes kůži až ke kostem a způsobuje jejich dekalcifikaci. Při styku s kůží, jejím požitím či vdechováním výparů může způsobit smrt.